# NGC 1254
NGC 1254 (również PGC 12052) – galaktyka eliptyczna (E-S0), znajdująca się w gwiazdozbiorze Wieloryba. Odkrył ją Albert Marth 9 września 1864 roku.